# Auguste Mas
Auguste Mas, né le 28 mai 1854 à Prades (Pyrénées-Orientales) et mort le 27 août 1908 à Marquixanes (Pyrénées-Orientales), est un homme politique français.

## Biographie
Agrégé de lettres en 1883, il est professeur de rhétorique à Orange, Avignon, Chambéry, Nîmes et Montpellier. Conseiller général de 1886 à 1892, conseiller d'arrondissement et président du conseil d'arrondissement de Montpellier de 1895 à 1901, il est adjoint au maire de Montpellier en 1902, chargé de l'éducation et des Beaux-Arts. Il est député de l'Hérault de 1902 à 1906, inscrit au groupe radical-socialiste. Il devient l'un des six vice-présidents du comité exécutif du Parti républicain, radical et radical-socialiste le 25 janvier 1905.

## Sources
- « Auguste Mas », dans le Dictionnaire des parlementaires français (1889-1940), sous la direction de Jean Jolly, PUF, 1960 [détail de l’édition]